# Kabinett Petro
Das Kabinett Petro wurde am 7. August 2022 nach dem Sieg Gustavo Petros in der zweiten Runde der kolumbianischen Präsidentschaftswahlen 2022 gebildet und bildet seither die Regierung von Kolumbien.

## Geschichte
Nachdem Gustavo Petro zwei frühere Präsidentschaftswahlen (2010 und 2018) verloren hatte, kündigte er Ende 2021 seine Vorkandidatur für die Präsidentschaftswahl 2022 an. Im März wurde er zum Kandidaten des Pacto Histórico gewählt. Er bestimmte Francia Márquez als seine Running Mate, die somit als Vizepräsidentin kandidierte.

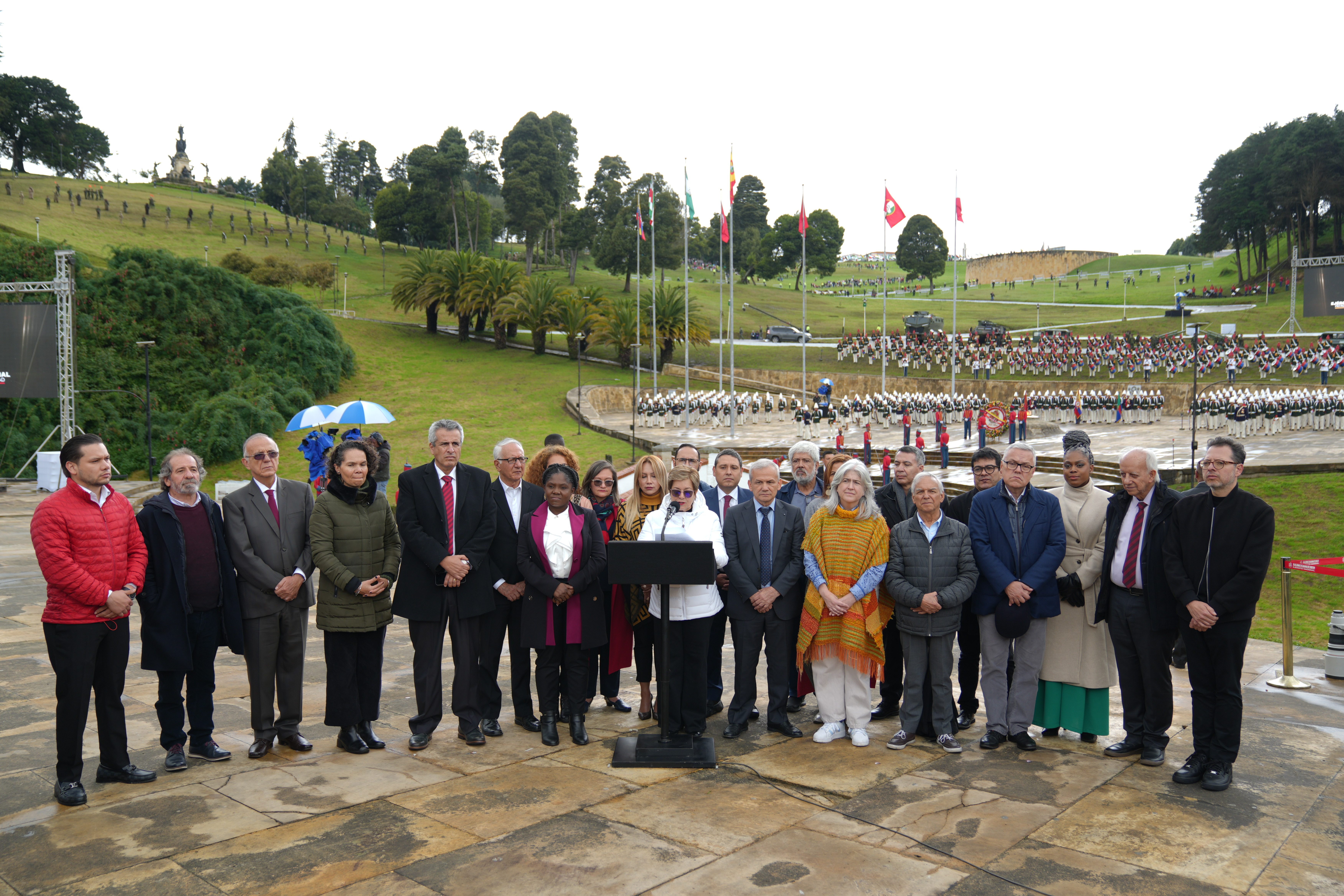
Kabinett am 7. August 2023 nach einem Jahr Regierungszeit.

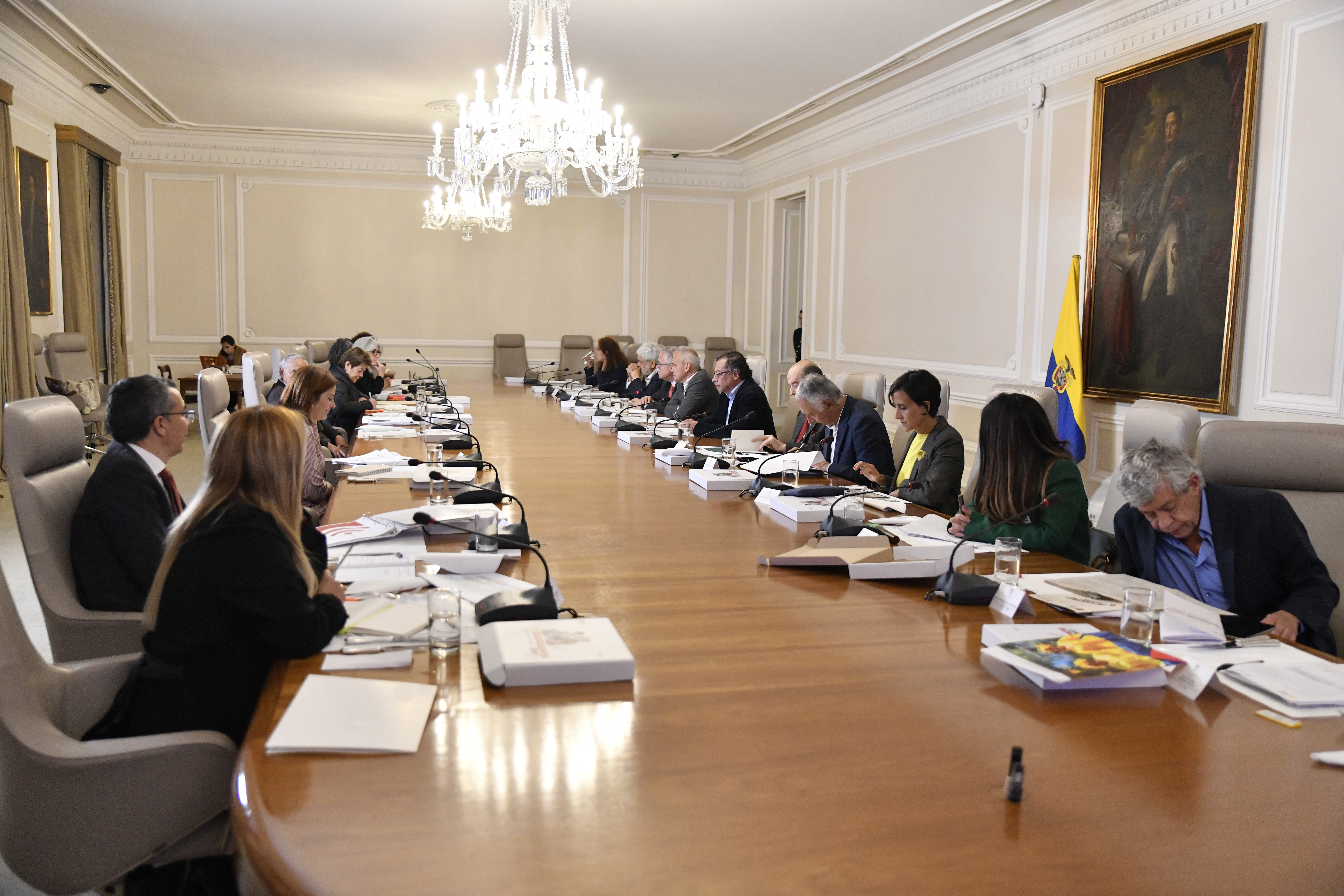
Ministerrat im Juli 2023

In der ersten Runde der Präsidentschaftswahl, die am 29. Mai stattfand, qualifizierte sich Petro als Erster für die Stichwahl. Am 19. Juni besiegte Petro den Kandidaten Rodolfo Hernández mit 11.291.986 Stimmen, somit wurde er mit der höchsten Stimmenzahl gewählt, die bis dahin eine Präsidentschaftskandidatur in der Geschichte Kolumbiens erreichte. Er wird von mehreren Analysten als der erste linke Präsident des Landes angesehen.

## Amtseinführung
Am 6. August reiste Petro in die Sierra Nevada de Santa Marta, um die Zeremonie des Besitzes der Vorfahren im Namen der indigenen Gemeinschaft von Arhuaca durchzuführen. Dort traf er sich mit mehreren Gemeindeleitern, darunter Leonor Zalabata, die Petro vor Wochen zur Botschafterin bei den Vereinten Nationen ernannt hatte.
Die formelle Veranstaltung der Amtseinführung des Präsidenten fand am 7. August 2022 mit einer Reihe von parallelen kulturellen Veranstaltungen in Parks und Plätzen des Landes und der Innenstadt von Bogotá statt, wobei dies das erste Mal war, dass diese Aktivitäten durchgeführt werden. Die Hauptveranstaltung begann um 15 Uhr auf der Plaza de Bolívar in Bogotá. Neben den Protokollgästen hatte Präsident Petro mehrere gewöhnliche Bürger als Ehrengäste, darunter Menschen, die er während der Kampagne getroffen hatte, wie ein Fischer aus der Stadt Honda oder ein Straßenkehrer aus der Stadt Medellín, sowie Social-Media-Influencer. Auch auf Wunsch des neuen Präsidenten wurden einige protokollarische Regeln nicht befolgt, wie die Nutzung des roten Teppichs und der Zugang der Öffentlichkeit zu einem Sektor des Platzes wurde erstmals erlaubt.
Petros Eid kam nach der Rede des Präsidenten des Kongresses, Roy Barreras. María José Pizarro, Tochter des ermordeten Führers der M-19, legte in einem symbolischen Akt die Präsidentenschärpe an Petro an.
Tage vor der Eröffnungsveranstaltung hatte Petro die Anwesenheit des Schwertes von Simón Bolívar gefordert, in einem weiteren symbolischen Akt, der an die historische Tatsache des Diebstahls des Schwertes durch die M-19 erinnerte. Der scheidende Präsident Iván Duque lehnte diesen Antrag jedoch ab. Nachdem er den Eid abgelegt hatte, bat Petro das Militär, das Schwert zur Einweihung zu bringen. Die Bitte führte zu einer ungewöhnlichen Pause während der Zeremonie. Das Schwert kam an und nachdem Vizepräsidentin Francia Márquez den Amtseid ablegte, hielt Petro dann seine erste Rede als Präsident.

## Kabinett
Das Kabinett besteht aus Mitgliedern des Pacto Histórico, Unabhängige und anderen Parteien, wie der Partido Conservador Colombiano, der Partido Liberal Colombiano sowie kleinere Parteien.
Im April 2023 gab es eine größere Kabinettsumbildung.
| Amt                                                         | Name                                                             | Bild | Partei                               |
| ----------------------------------------------------------- | ---------------------------------------------------------------- | ---- | ------------------------------------ |
| Präsident                                                   | Gustavo Petro                                                    |      | Pacto Histórico (PH)                 |
| Vizepräsidentin                                             | Francia Márquez                                                  |      | PH                                   |
| Minister des Innern                                         | Alfonso Prada (bis 1. Mai 2023)                                  |      | Colombia Renaciente                  |
| Minister des Innern                                         | Luis Fernando Velasco (1. Mai 2023 bis 3. Juli 2024)             |      | Partido Liberal Colombiano (PLC)     |
| Minister des Innern                                         | Juan Fernando Cristo (ab 8. Juli 2024)                           |      | En Marcha                            |
| Minister für Außenbeziehungen                               | Alvaro Leyva (bis 8. Februar 2024)                               |      | Partido Conservador Colombiano (PCC) |
| Minister für Außenbeziehungen                               | Luis Gilberto Murillo (ab 8. Februar 2024)                       |      | Colombia Renaciente                  |
| Minister des Schatzamtes und für öffentliche Kredite        | José Ocampo (bis 1. Mai 2023)                                    |      | PLC                                  |
| Minister des Schatzamtes und für öffentliche Kredite        | Ricardo Bonilla González (1. Mai 2023 bis 4. Dezember 2024)      |      | Colombia Humana (CH)                 |
| Minister des Schatzamtes und für öffentliche Kredite        | Diego Guevara Castañeda (ab 4. Dezember 2024)                    |      | Unabhängig                           |
| Minister/in der Justiz und des Rechtes                      | Nestor Osuna (bis 1. Juli 2024)                                  |      | PLC                                  |
| Minister/in der Justiz und des Rechtes                      | Ángela María Buitrago (ab 8. Juli 2024)                          |      | Unabhängig                           |
| Minister für nationale Verteidigung                         | Ivan Velasquez                                                   |      | Unabhängig                           |
| Ministerin für Landwirtschaft und ländliche Entwicklung     | Cecilia Lopez (bis 1. Mai 2023)                                  |      | Unabhängig                           |
| Ministerin für Landwirtschaft und ländliche Entwicklung     | Jhenifer Mojica (1. Mai 2023 bis 8. August 2024)                 |      | Unabhängig                           |
| Ministerin für Landwirtschaft und ländliche Entwicklung     | Martha Carvajalino (ab 8. August 2024)                           |      | Unabhängig                           |
| Minister/in für Gesundheit und Sozialschutz                 | Diana Corcho (bis 1. Mai 2023)                                   |      | Unabhängig                           |
| Minister/in für Gesundheit und Sozialschutz                 | Guillermo Alfonso Jaramillo (ab 1. Mai 2023)                     |      | CH                                   |
| Ministerin für Arbeit                                       | Gloria Ramírez                                                   |      | Partido Comunista Colombiano (PCC)   |
| Minister/in für Minen und Energie                           | Irene Velez (bis 18. Juli 2023)                                  |      | PH                                   |
| Minister/in für Minen und Energie                           | Omar Andrés Camacho Morales (ab 5. August 2023)                  |      | Comunes                              |
| Minister für Handel, Industrie und Tourismus                | Darío Germán (bis 11. Juni 2024)                                 |      | UP                                   |
| Minister für Handel, Industrie und Tourismus                | Luis Carlos Reyes (ab 11. Juni 2024)                             |      | Unabhängig                           |
| Minister/in für Volksbildung                                | Alejandro Gaviria (bis 27. Februar 2023)                         |      | Colombia Tiene Futuro (CTF)          |
| Minister/in für Volksbildung                                | Aurora Vergara (9. März 2023 bis 23. Juli 2024)                  |      | SPS                                  |
| Minister/in für Volksbildung                                | Daniel Rojas Medellín (ab 23. Juli 2024)                         |      | PH                                   |
| Ministerin für Umwelt und nachhaltige Entwicklung           | Susana Muhamad                                                   |      | PH                                   |
| Ministerin für Wohnen, Städte und Territorium               | Catalina Velasco (bis 23. Juli 2024)                             |      | Alianza Verde (AV)                   |
| Ministerin für Wohnen, Städte und Territorium               | Helga Rivas (ab 23. Juli 2024)                                   |      |                                      |
| Minister/in für Informations-und Kommunikationstechnologien | Sandra Urrutia (bis 1. Mai 2023)                                 |      | Unabhängig                           |
| Minister/in für Informations-und Kommunikationstechnologien | Mauricio Lizcano (ab 1. Mai 2023)                                |      |                                      |
| Minister/in für Transport                                   | Guillermo Reyes (bis 26. April 2023)                             |      | PCC                                  |
| Minister/in für Transport                                   | William Camargo (1. Mai 2023 bis 8. Juli 2024)                   |      | PH                                   |
| Minister/in für Transport                                   | María Constanza García (ab 8. Juli 2024)                         |      | PH                                   |
| Minister/in für Kultur                                      | Patricia Ariza (bis 27. Februar 2023)                            |      | PH                                   |
| Minister/in für Kultur                                      | Jorge Zorro (27. Februar 2023 bis 2. August 2023, kommissarisch) |      | PH                                   |
| Minister/in für Kultur                                      | Juan David Correa (ab 2. August 2023)                            |      | PH                                   |
| Minister/in für Wissenschaft, Technologie und Innovation    | Arturo Luis Luna (bis 1. Mai 2023)                               |      | Unabhängig                           |
| Minister/in für Wissenschaft, Technologie und Innovation    | Yesenia Olaya (ab 1. Mai 2023)                                   |      | Unabhängig                           |
| Ministerin für Sport                                        | María Urrutia (bis 7. März 2023)                                 |      | PH                                   |
| Ministerin für Sport                                        | Astrid Rodríguez (7. März 2023 bis 15. Februar 2024)             |      | PH                                   |
| Ministerin für Sport                                        | Luz Cristina López (ab 5. März 2024)                             |      | Unabhängig                           |
| Ministerin für Gleichstellung und Frauen                    | Francia Márquez (seit 30. Juni 2023)                             |      | PH                                   |

### Weitere Kabinettsmitglieder
| Amt                                                         | Name                                                     | Bild | Partei        |
| ----------------------------------------------------------- | -------------------------------------------------------- | ---- | ------------- |
| Stabschefin des Präsidenten                                 | Laura Sarabia (bis 2. Juni 2023)                         |      | Unabhängig    |
| Generalsekretär/in der Präsidentschaft                      | Mauricio Lizcano (bis 1. Mai 2023)                       |      |               |
| Generalsekretär/in der Präsidentschaft                      | Carlos Ramón González (1. Mai 2023 bis 23. Februar 2024) |      | Alianza Verde |
| Generalsekretär/in der Präsidentschaft                      | Laura Sarabia (ab 23. Februar 2024)                      |      | Unabhängig    |
| Direktor der Nationalen Planungsbehörde                     | Jorge Iván González                                      |      | PH            |
| Direktor der Behörde für den öffentlichen Dienst            | César Augusto Manrique                                   |      | PH            |
| Direktorin der Behörde für sozialen Wohlstand               | Cielo Rusinque                                           |      | PH            |
| Direktor für Nachrichtendienste                             | Manuel Casanova                                          |      | PH            |
| Direktorin der Nationale Verwaltungsabteilung für Statistik | Piedad Urduola                                           |      | Unabhängig    |

### Weitere Regierungsmitglieder
| Amt                                                                         | Name                                         | Bild | Partei        |
| --------------------------------------------------------------------------- | -------------------------------------------- | ---- | ------------- |
| Rechtssekretär der Präsidentschaft                                          | Vladimir Fernández Andrade                   |      | Unabhängig    |
| Hoher Kommissar für den Frieden                                             | Danilo Rueda                                 |      | Unabhängig    |
| Sekretär für Transparenz                                                    | Roberto Andrés Idárraga Franco               |      | Unabhängig    |
| Sekretär/in für Kommunikation und Presse                                    | Germán Gómez Polo (bis 25. Juni 2023)        |      | PH            |
| Sekretär/in für Kommunikation und Presse                                    | María Paula Fonseca Gómez (ab 11. Juli 2023) |      | PH            |
| Berater/in des Präsidenten für Regionen                                     | Luis Fernando Velasco (bis 1. Mai 2023)      |      | PLC           |
| Berater/in des Präsidenten für Regionen                                     | Sandra Ortiz (ab 12. Mai 2023)               |      | Alianza Verde |
| Beraterin des Präsidenten für Jugend (Junges Kolumbien)                     | Gabriela Posso Restrepo                      |      | Unabhängig    |
| Beraterin des Präsidenten für Gerechtigkeit gegenüber Frauen                | Clemencia Carabalí                           |      | PH            |
| Beraterin des Präsidenten für Nationale Versöhnung                          | Eva Ferrer Galcerán (ab 20. Januar 2023)     |      | Unabhängig    |
| Beraterin des Präsidenten für Menschenrechte und das humanitäre Völkerrecht | Jenny De La Torre Córdoba                    |      | Unabhängig    |

#### Zukünftige Ministerien
Während des Präsidentschaftswahlkampfes kündigten Gustavo Petro und Francia Márquez an, dass Márquez während seiner Regierungszeit ein neues Ministerium besetzen werde, das Ministerium für Gleichberechtigung heißen würde. Es wurde berichtet, dass ein solches Ministerium etwa 2 Jahre dauern könnte, bis Márquez das Ministerium besetzen könnte, während es im Kongress reguliert und diskutiert wird.
| Amt                                                | Name      | Bild      | Partei    |
| -------------------------------------------------- | --------- | --------- | --------- |
| Ministerium für Frieden, Sicherheit und Koexistenz | unbekannt | unbekannt | unbekannt |